# 丹生站
丹生站（日语：／ Nibu eki */?）是一位於日本香川縣東香川市土居，隸屬於四國旅客鐵道（JR四國）的鐵路車站。車站編號為T13，本站只停靠普通列車。

## 車站結構
現時使用簡易式站房，於2019年興建。替代服務了超過90年的舊站房。是項改動是為了配合JR四國削減站房保養費用，以及因站房出現老朽化所作出的安排
簡易站房以金屬板所搭築，並採用大量的玻璃窗以增加採光及提高站房安全。車站出入口設於站房中央稍右側，左側為候車室；右側設置了一部自動售票機，以及提供列車資訊的顯示屏。站房外則另設有自動售賣機及投幣式電話亭。
過往通過出札口，只要繼續直行，沿小樓梯經平交道口便能通往月台。改善工程後，改以行人天橋代替，平交道口被鐵絲網所圍封，而月台的樓梯缺口亦已經被填補

### 舊站房
為木製單層站舍一座，於90年代進行翻新，車站玄關位外圍加設了以鐵架、玻璃及水泥基座所搭成的結構，但作用卻不明。站舍屬於較小規模格式，大部份面積均闢為站務室，剩下的為候車大堂，洗手間入口設於出札後。。
本站由於很早期便無人化，站務室的售票竊窗口現已被封密，並以自動售票機代替。

### 月台配置
設有島式月台1座，提供1面2線的配置，有效長度為5輛。車站改善工程後，於月台末端向鶴羽站方向加設了行人天橋，連接車站站舍和月台。月台上設有有蓋候車亭，但位處中央位置，當改善工程後反而變得使用不方便，因而在樓梯口近駕駛員用的凸視鏡旁加設了一個小型無座位候車亭。
較近站舍的1號月台為避車線道，主要是供上行列車使用，下行方面，除非因為避車原故，否則多使用2號月台。兩邊路軌當離站後均設有緊急避車軌及轉轍器。要注意月台闊度較窄，當列車通過時需特別小心。
| 月台 | 路線    | 方向 | 目的地                 |
| ---- | ------- | ---- | ---------------------- |
| 1、2 | ■高德線 | 上行 | 志度、高松方向         |
| 1、2 | ■高德線 | 下行 | 三本松、引田、德島方向 |

## 歷史
- 1928年8月1日：開業。
- 1987年4月1日：日本國鐵分割民營化，車站的營運由JR四國繼承。
- 2018年11月22日：舊站房開設拆卸。
- 2019年3月：新簡易式站房開始使用。

## 歷年乘客人數
- 155人（2008年度）
- 150人（2009年度）

## 相鄰車站
四國旅客鐵道（JR四國）
■高德線
鶴羽（T14）－丹生（T13）－三本松（T12）